# Kanton Alençon-1
Der Kanton Alençon-1 (früher: Kanton Alençon-Ouest) ist seit 1982 ein französischer Wahlkreis im Arrondissement Alençon im Département Orne in der Region Normandie; sein Hauptort ist Alençon.

## Gemeinden
Der Kanton besteht aus zwei Gemeinden und Gemeindeteilen mit insgesamt 15.926 Einwohnern (Stand: 1. Januar 2022) auf einer Gesamtfläche von 11,77 km²:
| Gemeinde         | Einwohner 1. Januar 2022 | Fläche km² | Dichte Einw./km² | Code INSEE | Postleitzahl |
| ---------------- | ------------------------ | ---------- | ---------------- | ---------- | ------------ |
| Alençon          | 15.073                   | 7,35       | 2.051            | 61001      | 61000        |
| Cerisé           | 853                      | 4,42       | 193              | 61077      | 61000        |
| Kanton Alençon-1 | 15.926                   | 11,77      | 1.353            | 6102       | –            |

1. ↑   Nur der nordöstliche Teil der Gemeinde, der Rest gehört zum Kanton Alençon-2.

Bis zur Neuordnung bestand der Kanton Alençon-1 aus den 17 Gemeinden Alençon, Colombiers, Condé-sur-Sarthe, Cuissai, Damigny, La Ferrière-Bochard, Gandelain, Héloup, Lalacelle, Lonrai, Mieuxcé, Pacé, La Roche-Mabile, Saint-Céneri-le-Gérei, Saint-Denis-sur-Sarthon, Saint-Germain-du-Corbéis und Saint-Nicolas-des-Bois.